# Black Sea Naval Cooperation Task Group

Logo

Die Black Sea Naval Cooperation Task Group (BLACKSEAFOR) wurde im April 2001 gegründet. Die Türkei war der Initiator für diese Kooperation und sah erstmals in Bulgarien die erste Versammlung vor. Die Gewährleistung der Sicherheit im Schwarzen Meer, Rettungs- und Bergungsoperationen, aber auch humanitäre Einsätze und der Kampf gegen den Terrorismus gehören zu ihren Hauptaufgaben.
Im August 2007 übernahm die Türkei auf der türkischen Marine-Basis in Gölcük bei Istanbul das Kommando über die Task Group von Russland. Im April 2010 übernahm im Rahmen der diesjährigen Übung Bulgarien den Vorsitz.
Der Turnus des Kommandowechsels ist auf der Web-Site (siehe unten) in englischer Sprache einsehbar.
Zur Blackseafor-Gruppe gehören die Schwarzmeer-Anrainerstaaten Bulgarien, Georgien, Rumänien, Russland, Türkei und Ukraine.